# Folkrörelse
En folkrörelse har sin ursprungliga betydelse av att vara "folk i rörelse" mot vad som uppfattas som missförhållanden i samhället eller världen. Betoningen ligger på kollektiv handling som på något sätt försvarar eller önskar förändra sociala förhållanden, helst med en viss uthållighet över tiden. I större delar av världen har begreppet denna betydelse där olika synonymer till ordet folk och rörelser används som people's movement, movimiento popular, jana andolan etc. I akademiska sammanhang och i länder som Tyskland där begreppet folk blivit misskrediterat används oftare begreppet sociala rörelser med en liknande betydelse. I Finland används oftare begreppet medborgarrörelse. I den internationella kategoriseringen av begrepp på engelska används allt oftare benämningen aktivism som samlande term för folkrörelsers verksamhet.

## Definitioner
En internationell ofta använd definition av folkrörelser har formulerats av tysken Joachim Raschke:
"En social rörelse är en mobiliserande kollektiv aktör, som med viss kontinuitet på grundval av en hög symbolisk sammanhållning och svag rollspecificering genom olika organisations- och aktionsformer arbetar för målet att genomföra eller förhindra grundläggande sociala förändringar eller återupprätta tidigare sociala förhållanden."
Andrew Jamison, den internationellt mest citerade folkrörelseforskaren i Sverige skriver tillsammans med Åsa Wettergren en liknande definition av social rörelser:
"en social rörelse är ett slags organiserat (i lösa nätverk, grupper eller organisationer) kollektivt handlande, vars aktörer delar vissa grundläggande föreställningar om omvärlden, känner solidaritet med varandra och befinner sig i konflikt med det etablerade systemet inom det område där de verkar och framför sina protester. För att räkna som social rörelse krävs att protesthandlingarna och den kollektiva identiteten som rörelsen etablerar uppvisar en viss varaktighet över tid."
Medan lekmannaforskaren Jan Wiklund som grundar sig på studier av folkrörelser globalt under lång tid ger denna bild:
"Folkrörelserna bildas av de klasser och grupper av människor som huvudsakligen drabbas av att staters och företags rutiner följs, dvs i första hand de direkta producenterna. De är bärare av demokratin. De har som främsta mål att försvara de direkta producenternas civila samhälle, vardagskultur eller livsvärld, som stater och kapital lever på och/eller inkräktar på. De försvarar deltagarnas intressen, definierat så brett som möjligt i synnerhet när dessa kommer i konflikt med staternas och näringslivets intressen. Intressena kan se mycket olika ut under olika tidpunkter, bland annat beroende på vilka projekt som för tillfället drivs av de andra aktörerna och beroende på vilka konsekvenser dessa har fått för folk i gemen. Folkrörelsernas medel är medlemmarnas ideella bidrag."

## Det svenska och finlandssvenska begreppet folkrörelse
I Sverige har begreppet folkrörelser haft ett större genomslag än i något annat land och fått en delvis varierande betydelse.  Svenska Akademiens ordbok, SAOB, tar 1928 upp folkrörelse som "strävan som omfattas av hela folket" alternativt "dess bredare lager", förutom tidigare betydelse av "folkupplopp" och "revolution" eller vad som idag oftast går under benämningen "kravall". Med tiden urlakades dock begreppet på sitt bredare kollektiva och samhällskritiska sammanhang och betoning av rörelse ersattes med betoning av representativ organisation. Kvantitet blev viktigare än kvalitet, antal medlemmar i en formell organisation viktigare än delaktighet i samhällsförändring. De rörelser som en gång startat genom uppror mot statens makt över vem som hade rätt att predika eller strejker hade genom omfattande väckelser bland folk i gemen därefter lyckats skapa landsomfattande organisationer och delvis lyckats förändra samhället. De tidigare samhällskritiska folkrörelserna integrerades delvis i staten och fick formella möjligheter till inflytande. Folkrörelsebegreppet gled därmed delvis över till att beteckna enbart större rikstäckande organisationer med formellt demokratiskt inflytande för medlemmarna över organisationen. Under 1960-talet började de mindre folkrörelserna för fred och solidaritet verka för nya former för deltagande och ett nytt uppsving för deltagande i folkrörelserna, både gamla och nya, tog sin början. Detta ledde till två konkurrerande bruk av begreppet folkrörelse, en med betoning av det kvalitativa innehållet i termer av folk i gemen som mobiliserades mot den rådande samhällseliten och en mer fokuserad på kvantitet där folkrörelse endast sågs som organisationer med ett stort antal medlemmar. En vanlig definition enligt detta sistnämnda synsätt är en frivillig sammanslutning av ett större antal människor med gemensamma intressen.
Detta är en skillnad i synen på folkrörelser som fortfarande är påtaglig och gör att allt från fackföreningar och miljöaktivister till husockupanter eller publiken på stora sportevenemang använder sig av begreppet om sig själva. Samtidigt har nya begrepp också vunnit insteg. Fram till november 2009 heter det folkrörelsepolitik vilket då den borgerliga regeringen ersatte med benämningen politik för det civila samhället. I början av 1990-talet kunde en studie över folkrörelserna komma fram till att gamla föreställningar inte längre gällde. Det fanns organisationer med mycket stor delaktighet, men dessa inriktade sig mer på medlemmarnas sociala behov än samhällsförändring medan personer som önskade samhällsförändring hellre såg att denna samhällsförändring bäst kunde skötas av anställda. Organisationer eller rörelser som levde upp till idealet att medlemmarna önskade och deltog i samhällsförändrande verksamhet tycktes bli allt färre och ha få medlemmar. Likafullt kunde dessa få stort genomslag genom att på ett likartat sätt som i folkrörelserna begynnelse på 1800-talet mobilisera samhällskritiska aktioner som trädkramarnas ockupationer för att hindra ett motorvägsbygge på Västkusten 1987 eller den globala rättviserörelsens toppmötesprotester.
Parallellt med folkrörelsebegreppet har det på senare år vuxit fram en större mängd begrepp med likartad eller överlappande betydelse som sociala rörelser, enskilda organisationer eller icke-statliga organisationer, ofta använt utan översättning med sin engelska förkortning NGO, frivilligorganisationer och civila samhällsorganisationer, ofta efter angloamerikansk teoretisk förebild. Kännetecknande för dessa nya begrepp förutom sociala rörelser är att de tömts på demokratiskt innebörd och inte som folkrörelsebegreppet måste innefatta antingen att den kollektivt organiserade rörelsen måste stå under representativt demokratiskt inflytande från sina medlemmar eller direktdemokratiskt inflytande från de aktiva. Istället för krav på demokratiskt inflytande står självständighet från staten eller vinstinriktade företag. Därmed likställs organisationer där det saknas möjligheter till demokratiskt inflytande som Greenpeace, frivilligorganisationer där de aktiva saknar inflytande över verksamhetens planering eller stiftelser med olika former för demokratiska folkrörelser.
De olika synsätten på begreppet folkrörelse och civilsamhället har dock öppnat för kritiska synsätt som tidigare saknats i Sverige. Erik Amnå varnar för
"civilsamhället som ideologiskt projekt, som alltid älskas för sin åtråvärda, partiska nytta, om för vitt skilda ideologiska projekt. Det handlar om en kamp om begreppen.
- Å ena sidan som av skandinavisk socialdemokratins demokratiskt sakraliserade folkrörelser med åtföljande demonisering av civilsamhällets sociala frivilligarbete.
- Å andra sidan av borgerlighetens, numera alliansregeringens haussade civilsamhällen med åtföljande skuldbeläggning av åtminstone betydande delar av 'folkrörelse-Sverige'."
Lars Trägårdh ger också en kritisk bild som till lika delar kritiserar vänsterns och högerns syn på civila samhället och folkrörelser:
"Folkrörelsernas ursprungliga framgång byggde på att de skapade gemenskap utifrån individens dröm om frihet och emancipation. Vänsterns stora svaghet, dess fäbless för att förledas av sin egen retorik om kollektivism och solidaritet, kombinerad med en blindhet för människans lust efter individuell suveränitet och oberoende, reducerade civilsamhället till ytterligare en omöjlig utopi om gemenskap utan plats för frihetssträvande individer. …
I Timbros variant kom civilsamhället å andra sidan med tiden att alltmer tappa sin anknytning till marknaden, just den sfär där individens frihet värnas som mest."
I finlandssvenskan behölls den äldre betydelsen av ordet folkrörelse kopplat till folkupplopp in på 1900-talet. Storstrejken som inledde inbördeskriget 1918 fick benämningen folkrörelse och efter arbetarrörelsens nederlag kom ordet folkrörelse ur bruk. Istället användes den mer juridiska termen medborgarrörelse där ordet utgår från staten som organisation och inte de breda folklagrens deltagande eller samhällsklasser självständiga från staten. I Norge och Danmark har begreppet gräsrotsrörelse en betydelse som i Sverige ofta ingår i folkrörelsebegreppet eller benämns aktionsgrupper medan folkrörelsebegreppet i dessa grannländer står mycket svagare än i Sverige, starkast är det på nynorsk som folkerørsle.

## Folkrörelser i svensk historia
Begreppet användes i svenska språket första gången 1797 och betecknade då närmast samhällsomstörtande folkresningar, en betydelse begreppet fortsatte att ha långt in på 1800-talet. De folkliga upproriska strävandena kom ofta till uttryck genom uppror som Stora Daldansens bondeprotest mot kriget mot Ryssland 1743 eller bondeuppror mot tvångsutskrivningar till nytt krig mot Ryssland 1811 som nådde in höjdpunkt med Klågerupskravallerna eller den framväxande urbana medelklassens oro för tillbakagång till kungligt envälde vilket ledde till Fersenska mordet 1810. Kravaller och upplopp tilltog under 1800-talet både bland de breda folklagren och bland en alltmer orolig urban medelklass och tog sig uttryck som Crusenstolpekravallerna 1838, marsoroligheterna 1848 i Stockholm och uppror mot statens monopol på predikan eller hungerkravaller på många platser runtom i Sverige med en höjdpunkt i Jönköping 1855.
Organiserade folkrörelser tog vid denna tid sin början, ofta ledda av samhällseliten eller medelklassen och med modesta krav och uttryckligen som ett sätt att leda in protester i mindre samhällskritiska banor. Detta genom bildandet av föreningar främst från 1840-talet och framåt för arbetarnas bildning, välgörenhet, måttligt drickande men också skandinavismens studentrörelse som för en kort tid gjorde oppositionella röster hörda och skarpskytteföreningar som organiserade klubbar runtom i landet. Skarpskytterörelsen var väl beväpnad med delvis mer modern utrustning än försvaret och stod under liberalt inflytande i delvis konflikt med det konservativa Sverige som anklagades för eftergifter mot Ryssland. Den liberala rörelsen förde till marsoroligheterna i Stockholm 1864 i protest mot bristande solidaritet med broderlandet Danmark i dess krig med Preussen. Det ledde till kravaller med stenkastning som polisen ingrep mot med vattenspruta och batong. Skarpskytterrörelsen ledde till att mötesfriheten infördes i Sverige då riksdagen ändrade lagarna med motiveringen att möten redan ordnades på eget initiativ runtom i landet och det därför var bäst att anpassa lagarna efter rådande praktik.
På 1880-talet skedde en omvälvning inom det organiserade folkrörelselivet i Sverige med Sundsvallsstrejken 1879 som inledande större händelse. Den svenska måttfulla traditionen sattes åt sidan och ersattes av mer tydliga uttryck för de breda folklagren och en mer tydlig ideologisk hållning i samhällsfrågor. Ofta i form av direktimport från andra länder. Bortsopade blev de alltmer avsomnade nykterhetsföreningarna för måttfullt drickande. Istället kom godtemplarordnar från USA där personliga löften om total avhållsamhet väckte till liv en mäktig folkrörelse som blev en central kraft i mobilisering av de breda folklagrens deltagande i samhällslivet, inte minst kulturellt med byggande av egna nykterhetsloger runtom i landet. Arbetarklassen frigjorde sig från de liberala organisationerna för arbetare och bildade egna fackföreningar och olika arbetarorganisationer istället. Från Tyskland via Danmark kom den marxistiska socialdemokratiska rörelsen. Från England Frälsningsarmén och den kooperativa rörelsen som fick genomslag både bland arbetarna och bönderna. Från Danmark folkhögskolor för att skola bönder och andra i självorganisering, kulturell frigörelse och de behov som kommunala självstyret och kooperativ verksamhet behövde. Det uppstod också en rad organisationer kring frågor som allmän rösträtt, kvinnans rättigheter, idrott, fred, vegetarianism och naturvård, ibland med bred uppbackning från många samhällsklasser, ibland som i frågan om naturvård främst bland överklassen och medelklassen. Internationella frågor började också göra sig gällande om än i mindre skala. Det tog sig uttryck genom bildandet av fredsföreningar, engagemang för boernas sak i kriget mot England och i protester mot belgiske kung Leopolds grymma kolonialvälde i Kongo men också genom aktivt deltagande i internationella organisationer och möten för fackföreningar, kooperativ, olika kristna kyrkor och nykerhetsorganisationer som knöt allt starkare band över nationsgränserna.

### Det demokratiska genombrottet
Tre rörelser spelade en särskilt viktig roll för Sveriges demokratisering under 1800- och tidigt 1900-tal:
- Väckelserörelsen
- Nykterhetsrörelsen
- Arbetarrörelsen

Dessa tre folkrörelser kom ofta att benämnas "folkrörelser" och idag de klassiska folkrörelserna eller de gamla folkrörelserna. De var ursprungligen en reaktion mot ett odemokratiskt överhetssamhälle. Folkrörelserna gav framför allt arbetare, jordbrukare och lägre tjänstemän kunskap i och erfarenhet av demokrati, såväl som gemenskap, byggd på jämlikhet och solidaritet.
De hade en landsomfattande verksamhet som bidrog till det demokratiska genombrottet i Sverige, tillsammans med rösträttsföreningar. Många människor var verksamma i flera rörelser samtidigt. I gemensamma demonstrationer på första maj och andra tillfällen enades olika samhällsgrupper, rörelser och partipolitiska strävanden. Partier var ofta organiserade efter samma principer som folkrörelser med socialdemokraterna som det tidigaste exemplet följt av frisinnade män och kvinnor med bas i frikyrkorörelsen som senare uppgick i Folkpartiet och Bondeförbundet, idag Centerpartiet.
Idrottsrörelsen, som uppstod några årtionden efter de klassiska folkrörelserna, uppfyller till viss del samma kriterier som dessa, exempelvis genom sin anslutning till en demokratisk organisationsstruktur och genom sin strävan att bidra till nationens och folkets förkovran. Idrottsrörelsen nämnes därför ibland i samma sammanhang, utan att därför räknas till de ovan tre nämnda.

### Folkrörelser under folkhemmets framväxt
Efter det demokratiska genombrottet i samband med hungerkravallerna 1917 med vad som samtidigt uppfattades som ett löfte eller hot från ryska revolutionen avtog folkrörelsernas roll som samlande kraft för samhällsförändring. Istället tog parlamentarismen eller partiorganiseringen över i högre grad rollen som bärare av idén om allmän samhällsförändring medan folkrörelsernas roll blev mer specialiserad. Under 1920-talet fortsatte Sverige att vara ett mycket aktivt folkrörelseland vilket uttrycktes i ett mycket stort deltagande i strejker, fortsatt vidareutveckling av kulturell verksamhet med de breda folklagren genom organisering av studieförbund och distribution av arbetarförfattares verk och framväxten av en modern feministisk rörelse som Fogelstadsgruppen.
Men under det svenska folkhemmets framväxt och glansdagar från 1930-talet till 1970-talet förekom ett allt intimare samarbete mellan staten och vissa organisationer med stora medlemsantal. En motsättning växte fram mellan ett behov av allt starkare centralisering av folkrörelserna för att dessa skulle kunna bli effektivare förhandlare med motparten i form av näringslivet eller i en alltmer anpassad roll som samhällsbevarare av sunda nyktra vanor eller frikyrklig fridsamhet snarare än samhällskritisk väckelse. Ett tydligt uttryck för detta blev Saltsjöbadsavtalet 1938 mellan LO och Svenska arbetsgivarföreningen SAF. Inom arbetarrörelsen kom ett allt tydligare uttryck för motsättning mellan det storskaliga effektiva organisationstänkandet och ett mer kulturellt synsätt som betonade individernas växande i kollektivet men också mellan reformism och socialt partnerskap med näringslivet och revolutionära strömningar som kommunism och anarkism.
De alltmer välorganiserade större folkrörelserna kunde dock utmana andra samhällskrafter, som vinstinriktade företag, på många områden. De samarbetade för kollektiva lösningar inom till exempel handel och fritidsverksamhet som skulle vara "icke-kommersiella" alternativ till vanliga företags produkter. Några av de organisationer som i detta sammanhang kallas folkrörelser var KF, Friluftsfrämjandet, Svenska Turistföreningen, Reso, ABF, HSB och LRF. För att försvara löntagarnas ekonomiska intressen intog  fackförbunden en central roll redan från 1880-talet.

### Folkrörelser efter andra världskriget och idag
Under andra världskriget och strax därefter började en ny generation folkrörelser så svagt träda fram med rötterna hos den kvinnliga fredsrörelsen, Internationella arbetslagsrörelsen, världsungdomsfestivalrörelsen, begynnande protester mot apartheid och de oppositionella inom arbetarrörelsen, kyrkan och på annat håll som stått emot den svenska samlingsregeringens anpassningspolitik gentemot nazismen. Dessa svaga rännilar byggde i hög grad på internationellt engagemang och mynnade först ut i ett större folkrörelseuppsving 1960 i kampen mot apartheid, svenskt atomvapen och för omställning av försvaret till u-hjälp. Detta följdes av alltmer växande engagemang i olika frågor som kampen mot USA-imperialismen under Vietnamkriget, sociala frågor som sexuella rättigheter, solidaritet med tredje världen, miljö, kvinnors rättigheter och feminism, folkmusik och alternativa livsstilar. De politiskt dominerande blev solidaritetsrörelsen, kvinnorörelsen, miljörörelsen och fredsrörelsen. De kom att kallas nya folkrörelser utifrån internationella förebilder vilket var något missvisande i Sverige. Sveriges folkrörelsekultur kännetecknas av mycket stabila organisationer som ofta är de äldsta fortfarande aktiva i världen inom sin rörelse som Fredrika Bremerförbundet eller Svenska freds- och skiljedomsföreningen. Dessa föreningar har ofta intagit en central roll också i framväxten av vad som benämns nya folkrörelser.
Idag använder nya folkrörelser som globala rättviserörelsen eller gayrörelsen termen folkrörelse om sig själv och indelningen i nya och gamla folkrörelser är inte lika tydlig. Sverige intar fortfarande en särställning internationellt genom att antalet medlemmar är större i folkrörelsernas organisationer och föreningslivet än i andra länder. Nya organisationsformer där deltagarna eller de som betalar verksamheten saknar demokratiskt inflytande har fått ett växande inflytande. Folkbildningen har alltmer frigjort sig från de folkrörelser som de ursprungligen skulle vara ett kolletivt demokratiskt redskap för. Fortfarande finns ett ideal om att folkrörelser och föreningar är ett demokratiskt samarbete mellan likvärdiga medlemmar som tillsammans styr verksamheten, om än åtskilligt naggat i kanten men starkare än i andra länder.
Folkrörelsebegreppet är fortfarande i vitt bruk även utanför de klassiska folkrörelserna. Det förekommer att aktiva i många olika rörelser betecknar sig själva som folkrörelser. Exempelvis fredsrörelsen, solidaritetsrörelser, gayrörelsen, den globala rättviserörelsen, handikapprörelsen, hembygdsrörelsen, kvinnorörelsen, miljörörelsen, scoutrörelsen och skeptikerrörelsen.

## Mobilisering
Mobilisering handlar om att samla och aktivera människor för en gemensam insats eller ett kollektivt mål. Det innebär att individer går samman för att agera i en gemensam sak, vilket kan ske inom ramen för sociala rörelser, protester eller andra former av kollektiv handling.
Traditionellt har det antagits att det rationella för individer är att mobilisera sig för att uppnå gemensamma mål. Mancur Olson utmanade detta genom att hävda att det istället är rationellt att inte delta i kollektiv handling, eftersom den kollektiva belöningen dvs. fördelen av den gemensamma insatsen, kan åtnjutas även av dem som inte bidrar. Olson definierade en kollektiv belöning som något som, när det tillhandahålls en medlem i gruppen, inte kan undanhållas från andra. Problemet uppstår när denna kollektiva belöning fördelas jämlikt inom gruppen, oavsett vem som bidragit. Detta skapar incitament för friåkare dvs. individer som väljer att inte bidra, eftersom de vet att de ändå kommer att dra nytta av resultatet. Olson menade att ju större gruppen är, desto mindre märkbar blir en enskild medlems insats och desto större blir frestelsen att inte delta. Detta gör kollektiv handling till en i grunden irrationell handling för individen.
Olson betonade därmed att inaktivitet är normen och att mobilisering kräver specifika förutsättningar. Det är inte främst missnöje som driver mobilisering, utan praktiska och strukturella faktorer som resurser, organisationers kapacitet och politiska möjligheter. Hans teori lade grunden för resursmobiliseringsteorin, som ser mobilisering som beroende av tillgängliga resurser och strategisk organisering snarare än spontana känslor eller allmänt missnöje.

### Modeller för mobilisering
Pamela Oliver beskriver mobilisering som ett komplext fenomen där både individuella och kollektiva processer spelar en roll. Individer som deltar i samma sociala rörelse kan ha olika motiv och drivkrafter, vilket skapar en dynamisk växelverkan mellan personliga och grupprelaterade faktorer. Detta gör kollektiv handling svår att studera, eftersom de bakomliggande mekanismerna är svåra att operationalisera. Olivers modeller för mobilisering bör ses dock som riktlinjer, inte som definitiva förklaringar.
- Single-actor-modeller  Dessa modeller ser gruppens handling som en enhetlig aktör, även om den i praktiken bygger på enskilda individers insatser. De hjälper till att förstå hur grupper kan uppfattas som homogena trots inre variation.
- Modeller för aggregering av individuella val  Här analyseras hur individuella beslut om att delta omvandlas till kollektiv handling. Modellerna identifierar faktorer som samordning, gruppsammansättning och trösklar för deltagande.
- Modeller för kollektiva beslut i heterogena grupper  Dessa belyser hur individer med olika intressen och prioriteringar kan enas om gemensamma mål och strategier, trots varierande motivation.
- Modeller för dynamiska interaktioner  Dessa modeller studerar hur aktörer och deras motståndare påverkar varandra över tid, samt hur yttre faktorer, som politiska eller sociala förändringar, formar mobiliseringen.

Mobilisering är en process som präglas av komplexitet, där individuella val, gruppdynamik och externa faktorer samverkar. Olivers modeller bidrar med verktyg för att analysera detta. Mobilisering är inte en enkel linjär process utan en väva av interaktioner som påverkas av resurser, organisation, och politiska möjligheter.

### Mobilisering på olika plan
Mobilisering kräver mer än bara stöd från institutionella krafter. Ett exempel på detta är studentprotesterna i Kina 1989. Rörelsen började bland studenter i Peking för att demonstrera för frihet och demokrati, och efter en mängd protester slutade det i massakern på Himmelska fridens torg 4 juni 1989. Trots Kinas totalitära regim som inte tolererade någon form av social rörelse, lyckades studenterna förbigå de strukturella hindren och mobilisera miljontals medborgare. 
Mobiliseringen kunde ske på grund av en mängd olika strukturella och kontextuella faktorer på makro-, meso- och mikroplan som utgjorde möjligheter för aktivisterna att mobilisera. På ett makroplan hade ett politiskt missnöje bland medborgarna vuxit i och med de ekonomiska reformationerna under 1980-talet, och år 1989 var speciellt arbetarklasserna väldigt missnöjda med landets ekonomi. Vidare hade den totalitära regeringens kontroll över landets ideologi släppt taget lite under 80-talet, och västvärldens politiska inflytande var större än förut, vilket möjliggjorde möten bland studenterna på universitetscampus. På ett mesoplan lyckades studenterna skapa ett nätverk muntligt samt via bland annat radio, planscher, och kontakter till journalister, eftersom de hade den geografiska fördelen att alla de stora universiteten låg inom Peking-området. På ett mikroplan var studenternas inramning av rörelsen av ytterst stor vikt, eftersom de var tvungna att hitta en balans mellan dels stöd från medborgarna, dels tolerans från auktoriteternas sida. Detta skedde genom att rota inramningen i kinesiska kulturella traditioner av konfucianism, kommunism och nationalism. Vidare hölls demonstranterna genomgående icke-våldsamma, medan polisen och auktoriteterna utövade våld mot dem, vilket också ledde till mer stöd från allmänheten. Trots att demokratirörelsen slutade i massaker, var rörelsens succé att mobilisera historisk.

## Forskning inom folkrörelser
Studiet av sociala rörelser blev ett framträdande forskningsområde inom sociologin på 1960-talet, särskilt i samband med de politiska händelserna kring den amerikanska medborgarrättsrörelsen och antikrigsprotester. Forskare inom detta område undersöker hur gemensamma idéer, värderingar och intressen kan förena individer och mobilisera större grupper till kollektivt agerande. För att förstå dynamiken i dessa rörelser används idag ett mångdimensionellt perspektiv som inkluderar mikronivå (individuella drivkrafter), mesonivå (gruppinteraktioner), makronivå (samhälleliga strukturer) och chrononivå (tidsaspekter).

### Utvecklingen av teoretiska ramverk inom forskning om sociala rörelser
Forskningen om sociala rörelser har genomgått betydande utveckling, från att initialt fokusera på strukturella konflikter och ekonomiska intressen till att omfatta mer komplexa teorier som resursmobiliseringsteori och politisk processteori. Resursmobiliseringsteorin betonar de praktiska resurser som är nödvändiga för att en rörelse ska kunna driva sina mål, såsom finansiering, expertis och stödjande nätverk (Morris & Braine, 2001). Politisk processteori kompletterar detta genom att analysera hur tillgång till politiska möjligheter och begränsningar påverkar rörelsernas dynamik och framgång.

### Oppositionell medvetenhet
Den kulturella och sociala kontexten spelar en avgörande roll för vilka strategier sociala rörelser använder för samhällelig förändring. Forskning om sociala rörelser har identifierat flera återkommande strategier, däribland skapandet av kollektiv identitet, solidaritet, mikromobilisering och oppositionell medvetenhet gentemot rådande maktstrukturer.
Oppositionell medvetenhet definieras som en kritisk och medveten opposition mot rådande maktstrukturer. Morris och Braine (2001) beskriver denna medvetenhet som ett resultat av historiska orättvisor och en kombination av sociala och kulturella processer. Begränsningar av frihet och andra former av förtryck kan leda till att individer organiserar sig för att motverka dessa. När förtryckta grupper inser att deras problem delas av andra, växer deras kollektiva medvetenhet, vilket stärker rörelsens potential.
Oppositionell medvetenhet utvecklas vidare genom skapandet av alternativa normer för sociala relationer. Kultur kan fungera som en drivkraft för denna medvetenhet när individer internaliserar idéer om hur samhället bör fungera.

### Traditionella och nya sociala rörelser
Traditionella sociala rörelser fokuserade ofta på klassrelaterade frågor, såsom arbetsrätt och ekonomisk rättvisa. Under 1900-talets senare hälft uppstod nya sociala rörelser (NSM) som i stället inriktade sig på identitetsbaserade konflikter. Dessa rörelser lyfter fram betydelsen av kulturella och symboliska aspekter av socialt liv, vilket innebär att social förändring kan handla om mer än ekonomiska förbättringar och inkludera frågor om individens livskvalitet och självförverkligande (Della Porta & Diani, 1998).
Nya sociala rörelser har också bidragit till framväxten av intersektionella perspektiv, där exempelvis kön, sexualitet och etnicitet kombineras i en kritik av neoliberala samhällssystem och andra ideologiska strukturer.

### Kollektiv identitet och konfliktdynamik
En central aspekt av sociala rörelser är skapandet av en kollektiv identitet som förenar deltagarna genom gemensamma värderingar och mål. Della Porta och Diani (1998) påpekar att globaliseringen har förändrat samhällsstrukturer och ofta skapat konflikter mellan olika grupper. Dessa konflikter fungerar som en grund för många rörelser, där deltagarna inte nödvändigtvis är medlemmar i formella organisationer utan aktiva deltagare som är förenade av en gemensam identitet och vilja att skapa förändring.
Ett framstående exempel på en fredlig protest som byggde på kollektiv identitet är Greensboro-sittstrejken, en serie fredliga ockuperande strejker (sit-ins) under medborgarrättsrörelsen i USA. Den första sittstrejken inleddes den 1 februari 1960, då fyra svarta studenter satte sig vid en segregerad lunchdisk i Woolworth-affären i Greensboro, North Carolina, och vägrade lämna platsen. Strejkerna spred sig snabbt, och den 5 februari hade strejken ca 300 deltagare. Under mars 1960 hade rörelsen spridit sig till 55 städer i 13 delstater. Dessa sittstrejker, som ofta framställdes som spontana, var i själva verket resultatet av noggrann planering. Strejkerna resulterade slutligen i desegregation av många lunchdiskar.

### Inramning av folkrörelser
Konceptet inramning kommer från Goffman som  ursprungligen använde begreppet för att förklara mellanmänskliga interaktioner. Goffman menade att ramar hjälper individer att identifiera, dela och ge mening åt händelser i deras liv och i samhället. Begreppet har senare anpassats av Benford och Snow till att användas i forskning om sociala rörelser och kollektivt handlande. Inramningsprocesser inom sociala rörelser är inte bara en sammanställning av individuella uppfattningar och attityder, utan en gemensamt förhandlad och skapad mening.
Enligt Benford och Snow ger ramar mening, samt inspirerar och ger legitimitet åt aktivister och kampanjer inom sociala rörelser. Ramar som beskriver kollektivt handlande består huvudsakligen av tre verktyg för att skapa förändring:
- Det första verktyget är diagnostisk inramning, vilket innebär att rörelsen skapar en gemensam uppfattning om vad problemet är och vad som bör förändras. Den diagnostiska inramningen fokuserar på att identifiera aktörer som är skyldiga och ansvariga för problemet man försöker förändra. Ett exempel på diagnostisk framing är då miljörörelsen identifierar olika aktörer, såsom företag och regeringar som är huvudansvariga för klimatförändringen.
- Prognostisk inramning handlar om att rörelsen föreslår en lösning eller strategier för att motarbeta problemet. Prognostisk inramning besvarar frågan om vad som behöver göras åt situationen. Till exempel organisationen Fridays for Future föreslår olika lösningar, såsom omställning till fossilfritt samhälle, som en lösning på klimatkrisen.
- Motiverande inramning är det verktyg som inspirerar aktivisterna och engagerar nya personer till rörelsen. Ett bra exempel på en motiverande inramning är när MeToo med hjälp av engagerande och personliga berättelser skapade en känsla av gemenskap och motiverade människor att kämpa för förändring.[32]

Breda inramningar kan etablera en hegemonisk position i samhället och uppfattas som normen, vilket styr hur olika folkrörelser och kampanjer bestämmer att inrama sig själv. Dessa övergripande ramar, “master frames” på engelska, kan vara svåra att ifrågasätta på grund av deras normaliserade position i samhället.
I varje samhälle finns det olika övergripande ramar och diskursiva möjlighetsstrukturer, det vill säga olika möjligheter för sociala rörelser beroende på hur samhällets institutioner (som rättssystemet, medier och utbildningsväsendet) har format det offentliga samtalet och tankesättet. När sociala rörelser använder sig av ramar som stämmer överens med redan etablerade idéer och sätt att uttrycka sig får de kulturell resonans. Kulturell resonans innebär att ramarna får lätt acceptans i samhället. När sociala rörelser inte följer etablerade tankesätt eller övergripande ramar i samhället ses de som radikala.
Sociala rörelser har oftast mer än en sorts inramning och de olika inramningarna används i olika kontexter. Den samling ramar och idéer som en social rörelser har att tillgå kallas för repertoar. En repertoar är alltså en sorts "verktygslåda" av kulturellt och ideologiskt laddade uttryck som bygger på rörelsens värderingar och övertygelser. Den används för att framföra olika argument i kampen för social förändring. Alla repertoarer är kontextuellt specifika och begränsade, vilket innebär att de kan förändras och utvecklas. Vissa verktyg finns tillgängliga i vissa kontexter och tidpunkter i historien medan de inte existerar i andra kulturer.

### Exempel på en miljörörelse: Koijärvi-rörelsen i Finland
Koijärvi-rörelsen i Finland är ett exempel på en framgångsrik miljörörelse. Denna rörelse uppstod 1979 som en reaktion mot planer på att dränera sjön Koijärvi. Aktivisterna byggde en damm för att bevara sjöns vattennivå och skydda en betydelsefull fågelbiotop. Koijärvi-rörelsen resulterade inte bara i att sjön bevarades utan lade också grunden för Finlands miljöministerium, som upprättades 1983. Många av rörelsens ledare, däribland Ville Komsi och Osmo Soininvaara, var senare med och grundade det politiska partiet Gröna förbundet, vilket visar hur sociala rörelser kan leda till långsiktiga samhällsförändringar.

### Offentliga publikationer
- Demokratiutredningen, [www.demokratitorget.gov.se Demokratitorget]
- DS 1995:30 Handlingsprogram för forskning. Ideell verksamhet, förutsättningar, organisering och betydelse
- F79, Folkrörelserna, forskningen och framtiden.
- F80, Folkrörelserna i framtiden
- F81, Folkrörelserna och forskningen
- Folkrörelserna - hur ser dom ut i framtiden?, Civildepartementet, 1991.
- Folkrörelseutredningen, www.folkrorelseutredningen.gov.se
- SOU 1987:33 Ju mer vi är tillsammans
- SOU 1990:44 Maktutredningen
- SOU 2000:1 En uthållig demokrati
- Vetenskapsrådets rapport: Svensk forskning om demokrati, offentlig verksamhet och folkrörelser, 2003

### Böcker och artiklar
- Amnå, Erik, red., Civilsamhället - Några forskningsfrågor. 2005.
- Antman, Peter, Det livsfarliga föreningslivet, i Systemskifte: Fyra folkhemsdebatter, 1993
- Axelsson, Sigbert och Thorleif Pettersson, red. Mot denna framtid, 1992
- Bengtsson, Håkan A, Förord, i Bengtsson, Håkan A, red., I rörelse: en bok om folkrörelserna och demokratin, Premium, 2006.
- Bergman, Per, Synpunkter i fackföreningsfrågan, 1921
- Björk, Tord, Reclaim Gandhi: Indian-Nordic Encounters 1917-2006, Folkrörelsestudiegruppen/Vasudhaiva Kutumbakam, 2006
- Carlsson, Sten, Svensk historia II, 1961
- Eyerman, Ron och Andrew Jamison, The Making of the New Environmental Consciousness A Comparative Study of the Environmental Movements in Sweden, Denmark, and the Netherlands, 1990.
- Eyerman, Ron och Andrew Jamison, Social Movements: A Cognitive Approach, 1991.
- Eyerman, Ron och Andrew Jamison, Sociala rörelser i en ny tid, Studentlitteratur, 2005.
- Fogelström, Per-Anders, Kampen för fred - en berättelse om en okänd folkrörelse, 1971.
- Hammarström, Tommy, red., FNL i Sverige - ett reportage om en folkrörelse under tio år, 1975.
- Hellblom, Lena, Från primitiv till organiserad demokrati, 1985.
- Hill, Niklas och Aron Schoug: Lärande i civilsamhället - en forskarantologi. Trinambai, 2020
- Jamison, Andrew och Åsa Wettergren, Sociala rörelser - politik och kultur, Studentlitteratur, 2006.
- Johannesson, Kurt, Heroer på offentlighetens scen, politiker och publicister i Sverige 1809-1914, Tiden 1987
- Johansson, Hilding, Den svenska godtemplarrörelsen och samhället, 1947.
- Johansson, Hilding, Folkrörelserna i Sverige, 1980.
- Johansson, Roger, Kampen om historien - Ådalen 1931 - Sociala konflikter, historiemedvetande och historiebruk 1931 - 1996, Det 24, Nordiske historikermøde, Århus, 2001, https://web.archive.org/web/20070623025654/http://aarhus2001.hum.au.dk/rundborde/rundbord9paper1.html#_edn40
- Hellblom, Lena, Från primitiv till organiserad demokrati, Salamander, 1985.
- Isling, Åke, Upptakten till dagens folkrörelsedebatt, i Isling, Åke, red., Folkrörelserna i ny roll, 1975.
- Jansson, Torkel, Adertonhundratalets associationer. Forskning och problem kring ett sprängfullt tomrum eller sammanslutningsprinciper och föreningsformer mellan två samhällsformationer c:a 1800-1870, 1985.
- Jäder, Karl, Ett gåtfullt geni, en bok om E.H. Thörnberg och hans livsverk, 1968.
- Kjellberg, Anders (2020) Den svenska modellen i en oviss tid. Fack, arbetsgivare och kollektivavtal på en föränderlig arbetsmarknad – Statistik och analyser: facklig medlemsutveckling, organisationsgrad och kollektivavtalstäckning 2000-2029". Stockholm: Arena Idé 2020. ISBN 978-91-985542-5-0
- Lindhagen, Jan och Macke Nilsson, Hotet mot arbetarrörelsen, 1970.
- Lindholm, Bengt, Rörelsen och folkhemmet, 1985.
- Lindroth, Bengt, Bingo! En kritisk granskning av folkrörelserna i Sverige 1850-1975, 1975.
- Lundkvist, Sven, Folkrörelserna i det svenska samhället 1850-1920, 1977.
- Lundkvist, Sven, Begreppet folkrörelse - historisk bakgrund, i Isling, Åke, red., Folkrörelserna i ny roll. Sober, 1975.
- Micheletti, Michele, Det civila samhället och staten: medborgarsammanslutningarnas roll i svensk politik, 1994.
- Nerman, Ture, Svensk arbetarrörelse hundra år, 1938.
- Nilsson, Fredrik, I rörelse: politisk handling under 1800-talets första hälft, 2000
- Ragnerstam, Bunny, Arbetare i rörelse I, 1986.
- Sjöberg, Claes, Alternativen från A till Ö, 1980.
- Stahre, Ulf, Den alternativa staden, 1999
- Svedberg, Lars, The Voluntary Sector in a Social Democratic Welfare State-The Case of Sweden, 1991.
- Thörn, Håkan, Globaliseringens dimensioner: Nationalstat, världssamhälle, demokrati och sociala rörelser. 2002.
- Thörn, Håkan, Anti-Apartheid and the Emergence of a Global Civil Society, 2006.
- Thörnberg, E.H., Folkrörelser och samhällsliv i Sverige, 1943.
- Trägårdh, Lars, Från SSU:s folkrörelser till Timbros civilsamhälle, i Bengtsson, Håkan A, red., I rörelse: en bok om folkrörelserna och demokratin, Premium, 2006.
- Toresson, Bo, Folket och folkrörelserna, 1975.
- Wijkström, Filip och Tommy Lundström, The Nonprofit Sector in Sweden', 1996
- Wijkström, Filip och Tommy Lundström, Den ideella sektorn: organisationerna i det civila samhället, 1991.
- Wijkström, Filip och Tommy Lundström, Från röst till service - Den svenska ideella sektorn i förändring, 1991.
- Wiklund, Jan, Demokratins bärare, Det globala folkrörelsesystemet, http://www.folkrorelser.org/demokratins-barare.html